# Філіппово (Нікольський район)
Філі́ппово (рос. Филиппово) — присілок у складі Нікольського району Вологодської області, Росія. Входить до складу Нікольського сільського поселення.

## Населення
Населення — 17 осіб (2010; 30 у 2002).
Національний склад (станом на 2002 рік):
- росіяни — 100 %